# Port Tobacco Village
Port Tobacco Village is een plaats (town) in de Amerikaanse staat Maryland, en valt bestuurlijk gezien onder Charles County.

## Demografie
Bij de volkstelling in 2000 werd het aantal inwoners vastgesteld op 15.
In 2006 is het aantal inwoners door het United States Census Bureau geschat op 19, een stijging van 4 (26,7%).

## Geografie
Volgens het United States Census Bureau beslaat de plaats een oppervlakte van
0,4 km², geheel bestaande uit land.

## Plaatsen in de nabije omgeving
De onderstaande figuur toont nabijgelegen plaatsen in een straal van 16 km rond Port Tobacco Village.

## Geboren
- Daniel of St. Thomas Jenifer (1723-1790), politicus en een Founding Father van de Verenigde Staten
- Josiah Henson (1789-1883), voormalig slaaf, schrijver en predikant